# Рованцівський могильник

Дослідження на Рованцівському могильнику 2009 р. Експедиція ДП «Волинські старожитності»

Рованці́вський моги́льник  — пам'ятка археології, що розташована на північно-східній околиці села Боратин Луцького району, на південний схід від села Рованці. Могильник ульвовецької групи ранньозалізної доби другої половини ІХ — VIII ст до н. е.

## Характеристика
Розміщений на лівому березі р. Стир в урочищі IV сінокіс. В літературі усталена назва «рованцівський», хоча могильник розміщений на території села Боратин Луцького району. Загальна площа пам'ятки приблизно 2000 квадратних метрів. Він займає всю південну, найвищу частину корінного берега річки. Крайня південна частина могильника, можливо досить значна, знищена в результаті підмиву берега течією річки. Могильник належить до типу ґрунтових з біритуальним поховальним обрядом із значним переважанням інгумації.

## Дослідження

Парне поховання на Рованцівському могильнику

Пам'ятка відкрита Віталієм Шкоропадом 1986 р. Протягом 1987, 1989—1990 рр. досліджувалося археологічною експедицією під керівництвом Дмитра Павліва. Участь у дослідженнях брали студенти Луцького педагогічного інституту імені Лесі Українки під керівництвом В. В. Шкоропада. Суцільним розкопом відкрито площу 1180 метрів квадратних. У 2009 році досліджувалося археологічною експедицією ДП «Волинські старожитності» під керівництвом О. Є. Златогорського. Експедицією Д. Павліва виявлено 80 інгумаційних поховань, 9 кремаційних, 16 окремих поховань черепів. Експедицією О. Златогорського виявлено 4 інгумаційних поховання та глиняний майданчик для кремації.

### Інгумаційні поховання

Поховання собаки на Рованцівському могильнику

Домінуючим поховальним обрядом Рованцівського могильника є інгумація. Скелети лежали на спині, з випростаними ногами (лише в одному похованні ноги були підігнуті і розведені назовні), орієнтовані головою на південь (66 поховань) або ж на південь з невеликим відхиленням на захід (14 поховань). Спорядження в похованнях виявлено дуже мало. Кераміка виявлена в десяти похованнях. Це маленькі чорнолощені кухлі, амфорки, кубки, миски, рідше маленькі горщики з рустованою поверхнею, фігурка-тарахкальце пташки. Бронзові вироби виявлені в п'яти похованнях. Це прикраси: скроневі спіралеподібні щитки з круглого дроту, бронзове кільце з товстого дроту, наручний браслет, шийна прикраса. Знайдено також «амулети» — кістяні заполіровані пластинки-підвіски з отворами, а також кістяний ґудзик. Виявлені у 2009 році поховання відмінні від попередньо досліджених. Вони не мають аналогій і в інших похованнях ульвовецької групи. Це, по-перше, парне поховання, по-друге — поховання собаки. Одне з досліджених поховань було практично повністю знищене.

### Тілопальні поховання
Всього на могильнику виявлено 9 тільпальних поховань, що складалися із скупчення кальцинованих кісток овальної або круглої в плані форми. Поховання здійснені в невеликих ямках півкруглої або конусоподібної в перерізі форми глибиною 0,1 —0,3 м. Три поховання супроводжувалися керамікою — мискою, кухликами, мініатюрним посудом. В одному похованні під рештками кремації виявлено бронзовий браслет. В іншому похованні, окрім двох скупчень кальцинованих кісток, стояла урна з кількома перепаленими кісточками всередині. На шийці урни нанесено зображення дерева із піднятими гілками і круглою «квіткою» угорі.

### Окремі поховання черепів

Майданчик для кремації на Рованцівському могильнику

Всього на могильнику виявлено 16 окремих поховань черепів. Вони здійснені в ямах, глибиною 0,1-0,4 м. Десять таких поховань мали спорядження, до складу якого входила кераміка: невеликі горщики з рустованою поверхнею, чорнолощені кухлики, дзбанки, кубки, амфорки, миски.

### Майданчик для кремації
Майданчик з перепаленої глини. Мав прямокутну форму, витягнутий по лінії північ-південь. Розміри 2,4×1 м. Товщина майданчика 0,15 м. Поверхня нерівна, горбкувата. Складається з окремих аморфних шматків глини. На поверхні знайдено 6 фрагментів кальцинованих кісток, і одну цілу кістку. Не має аналогій в похованнях ульвовецької групи.

## Сучасний стан
Пам'ятка не включена до Реєстру пам'яток і не перебуває під охороною держави. Облікова документація відсутня. Охоронний знак відсутній. На території поселення чітко простежуються залишки археологічних розкопок. Одночасно на території є багато ямок, залишених грабіжниками-скарбошукачами. Значна площа пам'ятки розорюється. У експозиції Волинського краєзнавчого музею експонується копія одного з жіночих інгумаційних поховань з могильника.